# Marathon van Fukuoka 1977
De marathon van Fukuoka 1977 werd gelopen op zondag 4 december 1977. Het was de 31e editie van deze marathon. Aan deze wedstrijd mochten alleen mannelijke elitelopers deelnemen.
De Amerikaan Bill Rodgers kwam als eerste over de finish in 2:10.55.3.

## Uitslagen
| rang   | naam              | land | tijd      |
| ------ | ----------------- | ---- | --------- |
| Goud   | Bill Rodgers      | USA  | 2:10.55,3 |
| Zilver | Leonid Mosejev    | URS  | 2:11.57,0 |
| Brons  | Massimo Magnani   | ITA  | 2:13.04,0 |
| 4      | Tom Fleming       | USA  | 2:14.26,2 |
| 5      | Toshihiko Seko    | JPN  | 2:15.00,1 |
| 6      | Mineteru Sakamoto | JPN  | 2:15.37,3 |
| 7      | David Cannon      | ENG  | 2:16.20   |
| 8      | Shigeki Seri      | JPN  | 2:17.11   |
| 9      | Takeshi So        | JPN  | 2:17.35   |
| 10     | Gøran Bengtsson   | SWE  | 2:17.43   |
| 11     | Susumu Sato       | JPN  | 2:19.14   |

1947 ·
1948 ·
1949 ·
1950 ·
1951 ·
1952 ·
1953 ·
1954 ·
1955 ·
1956 ·
1957 ·
1958 ·
1959 ·
1960 ·
1961 ·
1962 ·
1963 ·
1964 ·
1965 ·
1966 ·
1967 ·
1968 ·
1969 ·
1970 ·
1971 ·
1972 ·
1973 ·
1974 ·
1975 ·
1976 ·
1977 ·
1978 ·
1979 ·
1980 ·
1981 ·
1982 ·
1983 ·
1984 ·
1985 ·
1986 ·
1987 ·
1988 ·
1989 ·
1990 ·
1991 ·
1992 ·
1993 ·
1994 ·
1995 ·
1996 ·
1997 ·
1998 ·
1999 ·
2000 ·
2001 ·
2002 ·
2003 ·
2004 ·
2005 ·
2006 ·
2007 ·
2008 ·
2009 ·
2010 ·
2011 ·
2012 ·
2013 ·
2014 ·
2015 ·
2016 ·
2017